# Кьяроне (водоток)
Кьяроне (итал. Chiarone) — водоток в южной части итальянского региона Тоскана.

## Описание
Длина водотока — 16 км. Образован слиянием двух рукавов, идущих с холмов, окружающих реку Фьора. Впадает в Тирренское море к востоку от Монте-Арджентарио. Его нижнее течение отмечало границу между Великим герцогством Тоскана и Папской областью.